# Лобаница
Вижте пояснителната страница за други значения на Лабаница.
Лобаница или Лабаница (срещат се и форми със западен назализъм Ломбаница или Ламбаница, на гръцки: Άγιος Δημήτριος, Агиос Димитриос, до 1928 година Λαμπάνιτσα, Ламбаница) е бивше село в Република Гърция, разположено на територията на дем Костур (Кастория), област Западна Македония.

## География
Лобаница е разположено на 27 километра северозападно от демовия център Костур и на 2 километра северозападно от село Косинец (Йеропиги) в западните поли на планината Орлово (Малимади). Селото традиционно се е състояло от две махали – Горна и Долна Лобаница.

## История

### В Османската империя
Селото се споменава в османски дефтер от 1530 година с 1 мюсюлманско хане и 57 християнски ханета, 10 ергени християни и 1 вдовица християнка.
В края на XIX век селото е чисто българско на самата западна българска етническа граница. В „Етнография на вилаетите Адрианопол, Монастир и Салоника“, издадена в Константинопол в 1878 година и отразяваща статистиката на населението от 1873 година, Лобаница (Lobanitza) е посочено като село в Костурска каза с 95 домакинства и 300 жители българи.
Според статистиката на Васил Кънчов („Македония. Етнография и статистика“) в 1900 година Горна Лабаница има 535, а Долна – 20 жители българи.
На Етнографската карта на Битолския вилает на Картографския институт в София от 1901 година Лобанища е чисто българско село в Костурската каза на Корчанския санджак с 64 къщи. Същевременно Горна Лабаница е показано като чисто българско село в Корчанската каза на Корчанския санджак със 70 къщи.
Според сведение на ръководителите на Илинденско-Преображенското въстание в Костурско Васил Чекаларов, Лазар Поптрайков, Пандо Кляшев, Манол Розов и Михаил Розов, изпратено до всички чуждестранни консулства в Битоля на 30 август 1903 в Лабаница всичките 80 къщи са изгорени и са убити Попадията – на 70 години, Толо Гулов 75, Митре Капиданчев 60, Стоян Димов 75, Наке Гологачев 65, Наковица Гологачева 65, Митре Коломанчев 62, Наке Донев 60, Лазовица Капиданка 23, Иловица Марковичина 21, Наум Мънгов 75, Доно Миджов 65 и са ранени Лазор Сотирчев, Дина Сотировска, Коловица Богданоска, Геловица Димитрова.
Башибозукътъ най-голѣми пакости ни направи... Той напада селото ни цѣла седмица и намѣри всичко, каквото бѣхме скрили. Войскитѣ минаха, подпалиха селото и си заминаха, като грабнаха това, което имъ бѣше прѣдъ
очитѣ. А башибозукъ отъ св. Недѣля, Четирогъ, Ошани, Папърско, Гърлени, Шакъ, Зеленъ градъ, Пончани, Прачени, Тръстеникъ и Капещица, помаци и арнаути, всѣки день нападаха и много старателно разкопаваха всички кѫщи въ селото, нивитѣ и градинитѣ около него и сполучиха да намѣрятъ и отнесатъ всичката ни скрита покѫщнина и дрехи... на 4 августъ, около 3 часътъ по турски отъ къмъ Биглища се показа многобройна тълпа, която съ постоянни пушкания приближаваше се къмъ селото. Това бѣха лябри и чемариоти отъ лепчишкия гарнизонъ. Слѣдъ тѣхъ вървѣха башибозукъ и илявета отъ околнитѣ села. Тая пъстра сгань се спрѣ около 1 часъ въ селото Лабаница. Населението отъ Лабаница заедно съ това отъ нашето село се разбѣга на изтокъ къмъ Дъмбенската планина. Отъ планината се виждаше, какъ надъ селото се показа гѫсть димъ, послѣ пламъци се издигнаха високо надъ баира при него. Не мина много и отъ 70-тѣ кѫщи, които броеше селото, останаха само грозни останки. Но додѣто всичко това се вършеше въ Лабаница, войскитѣ стигнаха и въ нашето село... 13 души селяни отъ Косинецъ и 12 отъ Лабаница, между които 8 жени и едно дѣте бѣха умъртвени кое съ куршумъ, кое заклани... На 27 августъ пакъ избѣгахме отъ селото. Тоя пѫть войскитѣ ни нападнаха отъ къмъ Дъмбенскитѣ планини. Сѫщеврѣменно башибозукъ ни заобиколи отъ всички страни... Сѫщитѣ войски нападнаха и Лабаница и убиха още 10 души съ сѣкири и щикове...
В началото на XX век жителите на Лабаница са разделени в конфесионално отношение. По данни на секретаря на Българската екзархия Димитър Мишев („La Macédoine et sa Population Chrétienne“) в 1905 година в селото има 288 българи екзархисти и 224 българи патриаршисти гъркомани, като функционират българско и гръцко училище. Според Георги Трайчев през 1911/1912 година в Лабаница има 60 къщи с 305 жители и функционират църква и училище. Според Георги Константинов Бистрицки Лобаница преди Балканската война в 1912 година има 70 български къщи.
При избухването на Балканската война 8 души от Лобаница са доброволци в Македоно-одринското опълчение.
В 1915 година костурчанинът учител Георги Райков пише:
| „ | 1/2 ч. на северозапад от с. Косинец, в едно възниско място, е разположено с. Лабаница с 81 къщи. Населението говори на матерния си български язик. Имаха си българска черква и свещеник, българско училище и учители Насо Павлов Юруков и Коста Янакев, и двамата от Лабаница. За духовен началник признаваха българския Екзарх Йосиф I. По забележителни българи-първенци са Христо Юруков, Търпо Ан. Божинов, Илия Л. Юруков, Ване Анастасов, бивш учител, Христо п. Грозданов, Динко Ян. Терзи, Ламбро Янакев. | “ |

На етническата карта на Костурското братство в София от 1940 година, към 1912 година Лабаница е обозначено като българско селище.

### В Гърция
През войната селото е окупирано от гръцки части и остава в Гърция след Междусъюзническата война. Боривое Милоевич пише в 1921 година („Южна Македония“), че Лабаница има 80 къщи славяни християни. Селяните традиционно ходят на гурбет, а в междувоенния период има засилена емиграция отвъд океана. До 1940 година се изселват 49 семейства, което е над половината жители на Лобаница.
В 1928 година селото е прекръстено на Агиос Димитриос. В 1928 година селото е смесено местни хора и гърци бежанци с 5 бежански семейства и 18 бежанци. През 1945 година гръцкият външен министър Йоанис Политис нарежда събирането на демографски данни за ном Костур. Лобаница (Агиос Димитриос) е отбелязано като село с общо 223 жители, от които 210 славяноезични, с българско  самосъзнание.
Селото е напълно разсипано по време на Гражданската война, като останалите му жители бягат в Югославия и други източноевропейски страни. Остават само 7 семейства, на които гръцките власти не позволяват да се върнат в селото.
От Горна и Долна Лобаница оцелява единствено църквата „Свети Димитър“.
| Година    | 1913 | 1920 | 1928 | 1940 | 1951 | 1961 | 1971 | 1981 | 1991 | 2001 | 2011 | 2021 |
| --------- | ---- | ---- | ---- | ---- | ---- | ---- | ---- | ---- | ---- | ---- | ---- | ---- |
| Население | 442  | 253  | 228  | 217  |      |      |      |      |      |      |      |      |

## Личности
В Лобаница са родени редица видни български дейци, сред които най-известни са българските революционери Андон Юруков (1874 – 1962), Дичо Андонов (1882 – 1903), видният български архитект и революционер Никола Юруков (1880 – 1923), българският просветен деец Кръстю Капиданчев (1880 – 1932) и други.